# Lamarão
Lamarão é um município brasileiro do estado da Bahia.

## História
As terras do contemporâneo era habitado originalmente pelo povo indígena biritinga, o sitio onde hoje se ergue Lamarão tem como primeira referência de presença europeia o estabelecimento dos irmãos Antônio e José Celestino de Oliveira, os quais construíram moradia em ponto que mais tarde viria a ser povoado de tropeiros e viajantes, que na época se deslocavam de Vila Nova Rainha (atual cidade de Senhor do Bonfim) para Santo Amaro transportando mercadorias para vender.
O nome Lamarão originou-se de uma lagoa temporária que havia no local mais baixo da cidade, normalmente um lamaçal pelos períodos constantes de estiagem. Após ter secado totalmente, o local continuou sendo denominado como Lamarão.

### Formação Administrativa
Até 1962, Lamarão pertenceu ao município de Serrinha, e para conhecer sua história, há que se reportar ao histórico desse município. Em 1716, a cidade de Serrinha era logradouro da Fazenda Taboatá, que pertencia aos herdeiros do fidalgo Manoel de Saldanha, adquirida pelo Sr. Bernardo da Silva. Este transferiu a sede da Fazenda para o povoado denominado Serrinha, construindo ali casa de telha, passando a ser considerado o seu fundador. Após o falecimento do Sr. Bernardo da Silva, em 1763, seus herdeiros, a seu pedido, doaram uma légua de terras à Senhora Santana cuja capela lhe era dedicada. O Povoado de Serrinha pertencia ao município de Água Fria, e a capela de Santana era filiada à freguesia de São João de Água Fria. Serrinha foi criada como distrito de paz, pela lei provincial nº 67, de 18 de julho de 1838, que também elevou a capela à categoria de Freguesia de Senhora Santana de Serrinha, canonizada pelo arcebispo D. Romualdo Antonio de Seixas. Em 1876, pela Lei Provincial nº 1.069 de 13 de Junho, o arraial foi elevado à categoria de vila e criado o município de Serrinha. A vila recebeu foros de cidade pelo Ato Estadual de 30 de junho de 1891, fato que logo depois constou da ata do Conselho Municipal de Serrinha, de 04 de julho. A instalação da cidade ocorreu em 30 de julho de 1891, de acordo com a ata do conselho municipal de Serrinha, do referido dia. Na divisão administrativa de 1911 o município aparece formado pelo distrito da sede. Em 1920 já era constituído dos distritos de Serrinha, Biritinga, Pedras e Lamarão, este último criado pela lei municipal nº 148, de 14 de Agosto de 1922, aprovada pela Lei Estadual nº 1.631, de 26 de julho de 1923. Nas divisões administrativas seguintes até 1938 o município de Serrinha aparece formado por quatro distritos: Serrinha, Biritinga, Lamarão e Araci. Sua emancipação politico-administrativa se deu através da Lei Estadual nº 1.737, de 20 de julho de 1962.